# Scooby-Doo et les Extraterrestres
Ne pas confondre avec l'épisode L'extraterrestre de la série Scooby-Doo et Compagnie
Série
Scooby-Doo et le Fantôme de la sorcière
(1999) Scooby-Doo et la Cybertraque
(2001)
Pour plus de détails, voir Fiche technique et Distribution.
Scooby-Doo et les extraterrestres ou Scoubidou et les extraterrestres (en version originale Scooby-Doo and the Alien Invaders) est un film d'animation américain réalisé par Jim Stenstrum. Il est sorti en vidéo le 3 octobre 2000. C'est le 3e vidéofilm  de la franchise Scooby-Doo.
Dans la plupart des histoires de Scooby-Doo, les éléments paranormaux se révèlent être des subterfuges, ce qui n'est pas le cas dans ce film.

## Synopsis
À une station SALF de recherche de formes de vie extraterrestres, Max, Laura et Steve obtiennent soudainement un signal radio très fort. Quand il disparaît, Steve détecte un objet aérien sur le radar.
La Mystery Machine traverse un désert avec à son bord Fred, Daphné, Véra, Sammy et Scooby-Doo. Lors d'une tempête de sable, Sammy tourne dans une propriété interdite appartenant au gouvernement. Peu après, il est distrait par l'apparition d'un OVNI, il perd le contrôle du véhicule et s'écrase contre un cactus. Le véhicule est endommagé et ne peut plus repartir. Pendant que Scooby-Doo et Sammy restent avec la camionnette, le reste de l'équipe se dirige vers la ville à proximité et demande de l'aide dans un restaurant. Sammy et Scooby rencontrent un étrange lapin à cornes, ils le poursuivent jusqu'à l'entrée d'une grotte et se retrouvent à leur tour poursuivis par deux extraterrestres qui les chassent vers la ville.
Sammy et Scooby se précipitent dans le restaurant en panique, affirmant avoir vu des extraterrestres. La serveuse du restaurant, Dottie, dit que certains habitants ont aussi vu des extraterrestres et qu'elle-même a vu des lumières et entendu des sons étranges la nuit. Le chef, Sergio, dit que du bétail a également disparu du jour au lendemain sans laisser de traces. Un homme du nom de Lester prétend avoir été enlevé par des extraterrestres et qu'il a des preuves. Le groupe se rend chez lui pour les voir, mais il s'avère qu'il ne s'agit que de tableaux peints par Lester. Celui-ci propose au groupe de rester chez lui pour la nuit.
Alors qu'ils dorment sur le toit, Sammy et Scooby sont enlevés par un vaisseau. Ils tentent de s'échapper mais sont encerclés par les extraterrestres. Ils se retrouvent au milieu du désert le lendemain matin et sont réveillés par une photographe hippie, Claire (Crystal en VO), et sa chienne golden retriever, Ambre (Amber en VO). Sammy et Scooby tombent éperdument amoureux dès qu'ils les voient. Claire les ramène au restaurant où ils retrouvent leurs amis. Le groupe se rend ensuite chez le mécanicien local grincheux pour lui demander de réparer leur véhicule. En sortant, ils rencontrent Max qui propose au groupe de visiter la station. Il amène Véra, Fred et Daphné à la station tandis que Sammy et Scooby partent avec Claire et Ambre afin de leur montrer l'endroit où le lapin cornu est apparu. 
Sammy et Scooby avec Claire et Ambre pénètrent dans la zone interdite mais ils en sont chassés par deux policiers militaires. Claire dit alors à Sammy qu'elle est en fait un agent du gouvernement et qu'elle veut retourner enquêter. Pendant ce temps, le reste de l'équipe visite la station. Véra devient méfiante lorsqu'elle voit de la boue séchée sur les bottes des employés puisqu'ils sont dans le désert. En sortant, elle décide d'emmener l'équipe dans un canyon où une rivière pourrait couler. Le canyon est à sec, mais ils trouvent une mine d'or dans une grotte. Sammy conduit Claire à la grotte où il a vu les extraterrestres pour la première fois. Ils se cachent à l'intérieur lorsque les militaires reviennent et plus loin ils découvrent également l'or mais ils sont poursuivis par les extraterrestres. Dans leur fuite, ils rejoignent le reste de l'équipe déjà dans la grotte et lui aussi poursuivi.
Après plusieurs poursuites et batailles, on découvre que les extraterrestres sont en fait l'équipe de la station SALF, ceux-ci expliquent qu'ils ont découvert la grotte en cherchant un terrain pour placer un autre radiotélescope. Puisqu'elle se trouvait sur la propriété du gouvernement, ils ont décidé de ne pas le signaler et d'effrayer les curieux avec de faux policiers, un faux vaisseau extraterrestre et des enlèvements par de faux extraterrestres. On découvre également que Claire et Ambre sont de véritables extraterrestres, elles expliquent qu'elles viennent d'une planète lointaine et se sont déguisées en hippies parce que leurs informations sur la Terre provenaient de signaux télévisés des années 1960. Celles-ci doivent retourner sur leur planète à bord de leur vaisseau spatial et dire adieu à Sammy et Scooby. L'équipe de la station est arrêtée par les autorités. Le mécanicien arrive avec la Mystery Machine réparée. Sammy et Scooby sont démoralisés mais sont rapidement égayés à la vue d'une boîte de Scooby Snacks. Le groupe s'en va à bord du van alors qu'un lapin à cornes les regarde s'éloigner.

## Fiche technique
- Titre original : Scooby-Doo and the Alien Invaders
- Titre français : Scooby-Doo et les extraterrestres ou Scoubidou et les extraterrestres
- Réalisateur : Jim Stentrum
- Assistants réalisateur : Tôru Ishida, Kentaro Mizuno et Hideo Noda
- Scénario : Davis Doi et Lance Falk d'après une histoire de Davis Doi et Glenn Leopold inspirés des personnages créés par William Hanna et Joseph Barbera
- Musique : Louis Febre
- Montage : Rob Desales
- Distribution : Collette Sunderman
- Effets spéciaux : Scott F. Johnston
- Sociétés de production : Hanna-Barbera, Warner Bros. Animation et Warner Bros. Family Entertainment
- Société de distribution : Warner Home Video
- Pays d'origine :  États-Unis
- Langue originale : anglais
- Format : couleurs - son Stereo
- Genre : Animation, aventure, comédie horrifique et science-fiction
- Durée : 71 minutes
- Année de sortie : 2000

## Distribution

### Voix originales
- Scott Innes : Scooby-Doo / Sammy Rogers
- Frank Welker : Fred Jones
- Mary Kay Bergman : Daphné Blake
- Betty Jean Ward : Véra Dinkley
- Jeff Bennett : Lester
- Candi Milo : Claire / Ambre
- Kevin Michael Richardson : Max
- Mark Hamill : Steve
- Audrey Wasilewski : Laura
- Neil Ross : Sergio
- Jennifer Hale : Dottie

### Voix françaises
- Éric Missoffe : Scooby-Doo / Sammy Rogers
- Mathias Kozlowski : Fred Jones
- Joëlle Guigui : Daphné Blake
- Chantal Macé : Véra Dinkley
- Céline Monge : Claire / Ambre
- Laurence Crouzet : Laura
- Jean-Claude Donda  : Sergio, Lester, un des deux faux policiers militaires, policier
- Danièle Hazan (?) : Dottie

## Commentaires
- Le film est dédié à la mémoire de Mary Kay Bergman, l'actrice qui doublait Daphné Blake dans ce troisième long métrage animé souffrait de dépression et s'est suicidée le 11 novembre 1999. Elle avait auparavant enregistré sa voix pour ce téléfilm. L'équipe technique lui rend hommage à la fin du générique.

## Éditions en vidéo
Le film a fait l'objet d'une sortie sur le support DVD. Scoubidou et les extra-terrestres (DVD-5 Snap Case) sorti le 17 octobre 2001 édité par Warner Bros. et distribué par Warner Home Vidéo France. Le ratio écran est en 1.33:1 plein écran 4:3. L'audio est en Français, Anglais, Espagnol, Suédois et Croate 2.0 Dolby Digital avec la présence de sous-titres français, anglais, néerlandais, espagnol, suédoise et norvégien. En supplément un making of du long métrage. La durée du film est de 71 minutes. Il s'agit d'une édition Zone 2 Pal standard.